# Villing
Villing – miejscowość i gmina we Francji, w regionie Grand Est, w departamencie Mozela.
Według danych na rok 1990 gminę zamieszkiwały 432 osoby, a gęstość zaludnienia wynosiła 88 osób/km² (wśród 2335 gmin Lotaryngii Villing plasuje się na 640. miejscu pod względem liczby ludności, natomiast pod względem powierzchni na miejscu 1018.).